# Municipio de Lehman (condado de Pike)
El municipio de Lehman (en inglés: Lehman Township) es un municipio ubicado en el condado de Pike en el estado estadounidense de Pensilvania. En el año 2000 tenía una población de 7.515 habitantes y una densidad poblacional de 59 personas por km².

## Geografía
El municipio de Lehman se encuentra ubicado en las coordenadas 41°10′00″N 75°01′59″O / 41.16667, -75.03306.

## Demografía
Según la Oficina del Censo en 2000 los ingresos medios por hogar en la localidad eran de $49,856 y los ingresos medios por familia eran $50,714. Los hombres tenían unos ingresos medios de $40,940 frente a los $28,388 para las mujeres. La renta per cápita para la localidad era de $19,933. Alrededor del 7,9% de la población estaban por debajo del umbral de pobreza.